# Air Force Commander
Air Force Commander  est un jeu vidéo de type wargame développé par Novocade Software et publié par Impressions Games en 1992 sur IBM PC et Amiga. Le joueur y commande les forces aériennes d’un pays et doit gérer les avions dont il dispose dans des scénarios se déroulant au Moyen Orient ou lors de la Seconde Guerre mondiale. Le jeu se déroule sur trois cartes. La première, la carte stratégique, représente la région ou se déroule le conflit et indique la position des villes, des bases aériennes, des radars et des défenses anti-aériennes. Sur cette carte apparait également les escadrons d’avions, amis ou ennemis, en missions. La seconde, la carte du radar, présente une vue tactique des affrontements. Enfin, une carte satellite donne au joueur une vision globale de la zone. Le joueur contrôle directement ses escadrons d’avions mais doit également s’assurer que sa popularité, dans son pays ou plus globalement, reste à un niveau suffisant,
.

## Accueil
| Air Force Commander      |      |       |
| Média                    | Pays | Notes |
| Amiga Format             | RU   | 69 %  |
| Amiga User International | RU   | 90 %  |
| CU Amiga                 | RU   | 48 %  |
| PC Gamer UK              | GB   | 70 %  |